# هیلی بوججا
هیلی بوججا (انگلیسی: Haley Bugeja؛ زادهٔ ۵ مهٔ ۲۰۰۴) بازیکن فوتبال اهل مالت است.
وی همچنین در تیم‌های ملی فوتبال Malta women's national football team بازی کرده‌است.